# California Department of Parks and Recreation
Il California Department of Parks and Recreation, anche conosciuto come California State Parks, gestisce i parchi statali della California.